# Медовичка гірська
Медови́чка гірська (Myzomela adolphinae) — вид горобцеподібних птахів родини медолюбових (Meliphagidae). Ендемік Нової Гвінеї. Вид названий на честь Адольфіни Сюзанни Вільгельміни Брюйн, дружини Антоніа Аугустуса Брюйна.

## Поширення і екологія
Гірські медовички мешкають в горах на сході Нової Гвінеї та на півострові Чендравасіх. Вони живуть у вологих гірських і рівнинних тропічних лісах, в саванах, на полях, в парках і садах.